# سليم مزنر
سليم مزنار (بالفرنسية: Selim Mouzannar) (1963  م) صائغ وناشط مدني فرنسي لبناني، وهو المؤسس والمدير التنفيذي لشركة سليم مزنار للمجوهرات ومؤسسة تصنيع الحرفيين ومقرها في بيروت، لبنان.

## سيرة شخصية

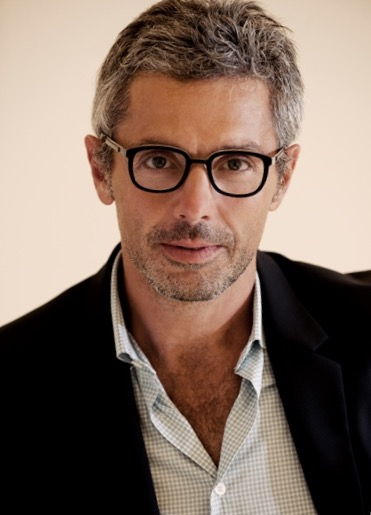
سليم مزنار في 2012

ينتمي سلسل إلى عائلة حرفيين مشهورة في دمشق، وتدرب مزنر في متجر أبيه للمجوهرات في أسواق بيروت القديمة خلال ذروة المكياج العالمي للبنان.
غادر مزنار لبنان في خضم الحرب الأهلية اللبنانية في عام 1980، حيث ذهب للدراسة في باريس، وتخرج بشهادة في علم المعادن والأحجار الكريمة في عام 1983، إلى جانب ممارسته التدريب في سوق الماس في أنتويرب، بلجيكا.
من عام 1984، عمل مزنر كمدير للإنتاج والمشتريات لصائغ شهير في السعودية، ومن ثم انتقل إلى بانكوك، تايلاند في عام 1989 لإدارة ورشة عمل دولية، وفي أواخر الثمانينيات في منجم روبي على الحدود التايلاندية الكمبودية لمدة 6 أشهر، قبل أن يقرر مغادرة الشرق الأقصى.
عاد إلى باريس في 1990 حيث اكتسب خبرة إضافية في علم المعادن من المعهد الوطني للأحجار الكريمة، ومن ثم عاد إلى بيروت في 1993 لتأسيس علامته التجارية الخاصة «منزل سليم مزنار». افتتح «مزنار» الورشة التي أعقبها متجرا رائدا بعد 5 سنوات في بيروت.

## الإنجازات

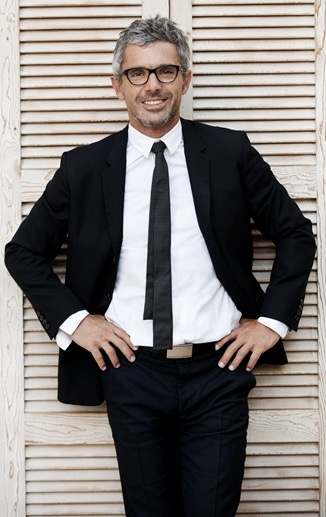
سليم مزنار في 2012

في 2010 كان مزنر أحد خمسة مصممي مجوهرات في الشرق الأوسط الذين ظهروا في مزاد Christie 
وتم ترشيحه كواحد من أفضل 5 مصممين للمجوهرات لعام 2011 من قبل جوائز إيلي ستايل خلال حفل أقيم في إسطنبول.
في عام 2012 عين سليم كأحد أفضل 10 مصممين لجائزة «المصممين العظماء» من قبل مجلس الذهب العالمي.
وفي عام 2014 تم تصنيفه ضمن 30 لبنانيًا نشأوا وتأثروا بلبنان.
وفي عام 2016، اختير عقد موزانار «أمل» كواحد من «30 جواهر أخاذة» من قبل فوربس لعام 2016.

## جوائز
في عام 2016، فاز Mouzannar بجائزة «الأفضل في الأحجار الكريمة الملونة» لجائزة الأزياء الراقية في لاس فيغاس عن قلادة «أمل». والتي تتكون من 47 زمردًا من منجم موزو الكولومبي، مجعدة على قواعد سداسية، ومن بينها 8 زمرد ترافيشي.

## بوتيك / نقاط المبيعات
- سليم مزنار، الأشرفية، بيروت، لبنان [13]
- لو بون ماركي، باريس، فرنسا [14]
- أنوشكا في هارودز، لندن، المملكة المتحدة [15]
- كرانس برستيج، جنيف، سويسرا
- BonGenie Grieder، جنيف، سويسرا
- منتصف الليل اكسبريس، إسطنبول، تركيا [16]
- بلومينغديلز، دبي، الإمارات العربية المتحدة
- هارفي نيكولز، دبي، الإمارات العربية المتحدة
- YLang 23، دالاس، الولايات المتحدة الأمريكية [17]

## روابط خارجية
- سليم مزنار